# Женщины в белом
Женщины в белом (исп. Damas de Blanco) — кубинская неправительственная организация женщин-диссидентов.

## История
Группа протестует против режима Кастро, преследований правозащитников, нахождения в тюрьмах Кубы множества политических заключённых. В частности, женщины, одетые только в белое, проводили акцию протеста в центре Гаваны и марши в городах Флориды в поддержку голодовки политзаключённых и в годовщину репрессий 2003 года на Кубе, ставших известными как «Чёрная весна».
В 2005 году Европейский парламент наградил движение «Дамас де Бланко» премией «За свободу мысли» имени Андрея Сахарова.
Среди инициаторов акций протеста — Нурик, мать диссидента Орландо Сапата Тамайо, который умер в тюрьме 23 февраля 2010 года после 85-дневной голодовки.
4 мая 2010 года в акции протеста «Женщин в белом» принял участие архиепископ Гаваны кардинал Хайме Ортега и Аламино.